# Cataldo Cozza
Cataldo Cozza (* 13. April 1985 in Remscheid) ist ein ehemaliger deutscher Fußballspieler und aktueller -Trainer italienischer Abstammung (Schiavonea, Kalabrien). 

## Karriere

### Als Spieler
Cataldo Cozza begann seine Karriere in der Jugend des FC Remscheid. 1995 wechselte er zum Jugendteam von Bayer 04 Leverkusen. In der Saison 2004/05 rückte er in die Zweite Mannschaft von Bayer Leverkusen auf. Nach einer Saison ging Cozza in die 2. Fußball-Bundesliga zum SC Paderborn 07, wo er allerdings nicht zum Einsatz kam. Noch während der Saison wechselte er im Januar 2007 zu Dynamo Dresden in die Regionalliga Nord. Mit den Elbestädtern qualifizierte er sich 2007/08 für die neugeschaffene 3. Liga und gab am 25. Juli 2008 beim 1:0-Sieg im Eröffnungsspiel gegen Rot-Weiß Erfurt sein Profidebüt. In der Winterpause der Saison 2009/10 wurde Cozza aus Leistungsgründen von Trainer Matthias Maucksch ausgemustert und trainierte bis zum Ende der Saison mit der Zweiten Mannschaft von Dynamo Dresden.
Im August 2010 unterzeichnete Cozza einen Einjahresvertrag beim Regionalligisten Eintracht Trier, der nach einer erfolgreichen Saison 2010/11 mit Trier (Tabellenplatz zwei) um ein weiteres Jahr verlängert wurde. Am 18. Mai 2012 vermeldete Cozza, dass er zur Saison 2012/13 zum NRW-Liga-Meister und Regionalliga-Aufsteiger FC Viktoria Köln wechselt. Im Sommer 2014 wechselte er zum luxemburgischen Verein RM Hamm Benfica, den er allerdings nach nur einer Saison wieder verließ, worauf er sich dem Ligakonkurrenten Etzella Ettelbrück anschloss. Im Januar 2017 verließ Cozza den Verein wieder und wechselte zu Tasmania Berlin in die fünftklassige Berlin-Liga zurück nach Deutschland. Nach der Saison ließ seine Karriere aber in Verbandsliga Berlin bei der U 32 von Spandauer Kickers ausklingen, bevor 2019 seine Karriere beendete. In der Saison 2023/2024 gab er sein Comeback bei seinem Jugend Verein FC Remscheid, in der zweiten Mannschaft an der Seite seines Bruders Vincenzo.

### Als Trainer
Am 28. Oktober 2023 wurde er Spieler-Trainer, der zweiten Mannschaft des FC Remscheid und trat nach knapp 6 Monaten am 25. April 2024 zurück.

## Sonstiges
Cozza ist ein Cousin von Gennaro Gattuso, der 2006 bei der Fußball-WM in Deutschland mit Italien Weltmeister wurde.